# Centre des Contes et Légendes
Legendoria le Royaume des Contes et légendes est un centre d'interprétation et de représentations consacrées aux contes et légendes composés deux salles de 138 et 62 places, une médiathèque, une résidence d'artistes situé dans le Château de Bernicourt à Roost-Warendin dans la région Nord-Pas-de-Calais. Centre consacré à la culture,.
Le centre unique en France est porté par la Communauté d'agglomération du Douaisis.

## Origines
Le festival des contes et légendes est porté depuis 2006 par l'association les chimères de Bernicourt, festival des contes et légendes, et un festival annuel d’animation. Il fait suite depuis 1989 aux animations autour du château.

## Legendoria le Royaume des Contes & Légendes
Legendoria, le Royaume des Contes & Légendes est un lieu de créations artistiques. Il se situe dans une aile du château de Bernicourt, sur la commune de Roost-Warendin et dispose de deux salles de spectacle de 138 et 62 places. Implantés sur un site de 25 hectares, le château, ses dépendances et son parc datent du XVIIIe siècle et sont partiellement inscrits aux monuments historiques.
Cette thématique est ancrée localement. Il existe un imaginaire collectif étroitement lié aux contes et légendes. La région regorge de légendes attachées à des pierres, des mines, des rivières, des fantômes, des géants et bien d'autres choses encore. Pour n'en citer que quelques-unes : la Table des fées à Fresnicourt-le-Dolmen, Marie Groette, la sorcière hantant les rivières de l'Artois, Grand-mère à poussière, la sorcières des corons miniers ou encore Gayant, le géant de la ville de Douai... Forts de ce constat et disposant d'un lieu tout à fait propice et adapté à la thématique des contes et légendes, les élus communautaires ont décidé de transformer une aile du château de Bernicourt en un lieu consacré aux contes et légendes.